# Hideki Matsuyama
Hideki Matsuyama (松山 英樹, Matsuyama Hideki, Matsuyama, 25 februari 1992) is een Japanse golfprofessional die momenteel uitkomt op de PGA Tour.
Matsuyama werd in 2021 de eerste Japanse golfer ooit die een majortitel wist te behalen, door op Augusta het Masters Tournament te winnen. Hij heeft in totaal 18 toernooiwinsten behaald, waarvan negen op de PGA Tour. Hiermee is hij de meest succesvolle Aziatische speler in de geschiedenis van de PGA Tour.
In juni 2017 behaalde Matsuyama met een 2e plaats zijn hoogste ranking ooit op de Official World Golf Ranking.

## Amateur
Matsuyama studeerde aan de Tohoku Fukushi-universiteit in Sendai. In 2010 won hij als 18-jarige het Aziatische golfkampioenschap voor amateurs, waarmee hij een uitnodiging verdiende voor het Masters Tournament in 2011. Hij werd daarmee de eerste Japanse amateur deel mocht nemen aan dit majortoernooi. Op de Masters werd Matsuyama met een score van 1 onder par gedeeld 27e, en won hij de Silver Cup voor de beste amateur op het toernooi. Een week later kreeg hij een uitnodiging voor het Japan Open Golf Championship, een evenement op de Japan Golf Tour, waar hij eindigde op een gedeelde derde plaats.
In 2011 won Matsuyama de gouden medaille op het golftoernooi van de World University Games, en leidde hij het Japanse team ook naar de gouden medaille in het teamevenement. In oktober van dat jaar verdedigde hij met succes zijn titel op het Aziatisch golfkampioenschap voor amateurs, en een maand later behaalde hij als amateur zijn eerste overwinning op de Japan Golf Tour door de Mitsui Sumitomo VISA Taiheiyo Masters te winnen.
In augustus 2012 bereikte Matsuyama de eerste plaats op de World Amateur Golf Ranking.

## Professional
Matsuyama besloot in april 2013 om professioneel te worden en ging spelen op de Japan Golf Tour. Bij zijn tweede start als professional, het Tsuruya Open, won hij meteen het toernooi en behaalde hij zijn tweede zege op de Tour (na zijn eerste zege als amateur). Vijf weken later won Matsuyama zijn derde titel op de Japan Golf Tour tijdens de Diamond Cup Golf. In juni 2013 mocht Matsuyama deelnemen aan de US Open, waar hij op een gedeelde 10e plaats eindigde. Met deze eindklassering kwam Matsuyama in de top 50 te staan van de Official World Golf Ranking. Hij won vervolgens zijn vierde Japan Golf Tour-evenement in september op de Fujisankei Classic en zijn vijfde in december op de Casio World Open. Door zijn prestaties in 2013 werd Matsuyama de eerste rookie ooit die de ranking van de Japan Tour aanvoerde, en kwalificeerde hij zich voor de PGA Tour in 2014 door zijn prestaties op toernooien waar hij werd uitgenodigd. In slechts zeven PGA Tour-evenementen van 2013 eindigde Matsuyama zes keer in de top-25, waaronder een gedeelde zesde plaats op The Open Championship van 2013.
Matsuyama behaalde zijn eerste PGA Tour-zege op het Memorial Tournament van 2014. Hij versloeg Kevin Na in een play-off en bereikte de hoogste klassering tot dan toe op de wereldranking met een 13e plaats. De overwinning was daarnaast de eerste voor een Japanse speler sinds Ryuji Imada in 2008. In zijn eerste volledige seizoen als lid van de PGA Tour eindigde hij als 28e in het FedEx Cup-eindklassement. Aan het einde van 2014 won Matsuyama zijn zesde Japan Golf Tour-evenement op de Dunlop Phoenix.
In 2015 behaalde Matsuyama enkele goede klasseringen op de PGA Tour, waaronder een vijfde plaats op het Masters Tournament. Hij werd 16e in het FedEx Cup-eindklassement en kwalificeerde zich in oktober voor de eerste keer voor de Presidents Cup. 
Op 7 februari 2016 won Matsuyama met het Waste Management Phoenix Open zijn tweede PGA Tour-titel. Door de overwinning steeg hij naar de 12e plaats op de Official World Golf Ranking. In oktober 2016 veroverde Matsuyama het Japan Open. De overwinning was Matsuyama's eerste titel op de nationale open van zijn land en zijn zevende overwinning in Japan. Daarnaast had hij met de overwinning reeds vier van de vijf grootste toernooien op de Japan Golf Tour gewonnen. Eind oktober 2016 volgde Matsuyama zijn triomf op de Japan Open op door de WGC-HSBC Champions te winnen in Shanghai. Matsuyama werd daarmee de eerste Aziatische golfer die een toernooi op de World Golf Championships won sinds de start van de toernooireeks in 1999. Matsuyama eindigde zijn succesjaar sterk door in november zijn tweede Taiheiyo Masters te winnen (na zijn overwinning als 19-jarige amateur in 2011) en in december 2016 de Hero World Challenge op de Bahama's op zijn naam te schrijven. Met deze prestaties steeg hij naar de  nummer 5 op de Official World Golf Ranking, wat een evenaring was van de Masashi Ozaki als beste Japanner op de wereldranglijst.
In 2017 verdedigde Matsuyama zijn titel op de Waste Management Phoenix Open, door in een play-off te winnen van Webb Simpson. In juni van dat jaar eindigde hij als gedeeld tweede achter winnaar Brooks Koepka, en steeg hij naar de 2e plaats op de Official World Golf Ranking. Dit was zijn hoogste notering in zijn carrière en de hoogste ooit voor een mannelijke Japanse golfer. In augustus won Matsuyama met de Bridgestone Invitational zijn tweede toernooi op de World Golf Championships, en eindigde hij als tweede op de geldlijst achter Dustin Johnson.
Tussen 2018 en 2020 kwakkelde Matsuyama met zijn vorm en behaalde hij geen successen zoals in zijn voorgaande jaren. In 2019 maakte hij voor een tweede keer deel uit van het internationale team voor de Presidents Cup, waar het team met 16-14 verloor van de Verenigde Staten.
Op 11 april 2021 wist Matsuyama na bijna vier jaar opnieuw een titel te winnen, en dit werd met de winst op het Masters Tournament meteen zijn eerste majortitel. Hij eindigde met een totaalscore van 10 onder par en werd daarmee zowel de eerste Japanse speler als de eerste in Azië geboren speler die het toernooi won. In augustus 2021 eindigde Matsuyama op een gedeelde 3e plaats op het golftoernooi van de Olympische Spelen. Hij verloor in een play-off met 7 spelers de strijd voor de bronzen medaille. In oktober 2021 won Matsuyama het Zozo Championship, het enige PGA Tour-evenement dat in Japan wordt gehouden.
Op 16 januari 2022 won Matsuyama het Sony Open in Hawaï, wat zijn achtste overwinning op de PGA Tour betekende. Hiermee evenaarde hij het record van K. J. Choi met de meeste Tour-overwinningen door een Aziatische speler. Op 2 juni 2022 baarde Matsuyama opzien door tijdens de eerste ronde van het Memorial Tournament gediskwalificeerd te worden. Matsuyama bleek een witte verfachtige substantie op het slagvlak van zijn 3-wood te hebben, iets wat door zijn materiaalman was aangebracht om hem te helpen bij het uitlijnen. In december 2022 kwalificeerde Matsuyama zich voor de derde keer voor het internationale team op de Presidents Cup.
Na een jaar zonder toernooioverwinningen behaalde Matsuyama op 18 februari 2024 op het Genesis Invitational opnieuw een PGA Tour-titel. Matsuyama noteerde daarbij de op één na laagste ronde in de geschiedenis van de golfbaan.

## Overwinningen

### PGA Tour
- Memorial Tournament (2014)
- Waste Management Phoenix Open (2016, 2017)
- WGC-HSBC Champions (2016)
- WGC-Bridgestone Invitational (2017)
- The Masters Tournament (2021)
- Zozo Championship (2021)
- Sony Open in Hawaii (2022)
- Genesis Invitational (2024)

### Japan Golf Tour
- Mitsui Sumitomo Visa Taiheiyo Masters (2011*, 2016)
- Tsuruya Open (2013)
- Diamond Cup Golf (2013)
- Fujisankei Classic (2013)
- Casio World Open (2013)
- Dunlop Phoenix Tournament (2014)
- Japan Open Golf Championship (2016)

### Andere overwinningen
- Hero World Challenge (2016)